# Temný karneval
Temný karneval (1947, The Dark Carnival) je povídková sbírka amerického spisovatele Raye Bradburyho. Jedná se o autorův knižní debut, do kterého shrnul autor své povídky žánru science fiction, fantasy a hororu publikované před tím v letech 1943–1947 v řadě pulp magazínů. Mnoho z nich je inspirováno dílem Edgara Allana Poea. Sbírka obsahuje dvacet sedm povídek, z nichž patnáct bylo roku 1955 znovu vydáno ve sbírce The October Country (Říjnová země). Z tohoto důvodu nechtěl Bradbury dlouho povolit nové vydání této sbírky. Druhé vydání tak vyšlo až roku 2001 rozšířené o čtyři další povídky a o čtyři eseje.

## Seznam povídek ve sbírce
- The Homecoming (1946, Návrat domů), česky jako Rodinná slavnost, Rodinná sešlost nebo jako Shromáždění.[p 1] Příběh malého chlapce a jeho rodiny skládající se z upírů, vlkodlaků a čarodějnic. Povídka se později stala součástí kroniky rodiny Elliotových Z prachu zrození.
- Skeleton (1945), česky jako Kostra nebo Kostlivec.[p 2] Příběh o muži, který považuje svou kostru v těle za vetřelce, který jej chce zničit.
- The Jar (1944), česky jako Skleněná nádoba.[p 3] Povídka vypráví o muži, který si na pouti koupil láhev s roztokem a podivnou věcí naloženou uvnitř, ve které každý vidí něco jiného.
- The Lake (1944), česky jako Jezero.[p 4] Dvanáctiletý Harold vzpomíná na břehu jezera na svou dětskou lásku Tally, která se v jezeře utopila. V dospělosti se do těchto míst vrací se svou ženou Margaret.
- The Maiden (1947, Dívka).
- The Tombstone (1945), česky jako Náhrobní kámen.[p 5]
- The Smiling People (1946).
- The Emissary (1947), česky jako Emisar.[p 6] Desetiletý Martin je dlouhodobě nemocný a jediným pojítkem mezi lůžkem, na kterém tráví veškerý čas, a okolním světem je jeho Pes, který Martinovi vodí návštěvy. Jednoho dne se ztratí, a když se vrátí, je cítit hřbitovní půdou a rovněž přivede sebou návštěvu.
- The Traveler (1946), česky jako Cestovatelka nebo Putující.[p 7] Hrdinkou povídky je dívka z upírské rodiny Elliotů, která dokáže v mysli cestovat kamkoliv a převtělit se do kohokoliv. Povídka se později stala součástí kroniky rodiny Elliotových Z prachu zrození.
- The Small Assassin (1946), česky jako Malý vrah.[p 8] Alice porodí dítě, které nemá ráda. Chová k němu odpor, má strach, říká mu vrahu. Tvrdí, že ji chce zabít, protože už při porodu málem zemřela. Oba rodiče skutečně zahynou, a doktor, který pomáhal u porodu, zahlédne nějaký pohyb a zjistí, že dětská postýlka je prázdná. Vytáhne skalpel.
- The Crowd (1943), česky jako Zástup.[p 9] Hlavní hrdina povídky si všimne, že u každé nehody se okamžitě objeví stejný zástup lidí, který rozhoduje o tom, zda její účastníci nehodu přežijí nebo zda zemřou.
- Reunion (1944).
- The Handler (1947), česky jako Hrobník.[p 10] Pan Benedict je hrobník a sousedé ve městě jím pohrdají. Ale on jim to umí vrátit.
- The Coffin (1947), česky jako Rakev.[p 11]
- Interim (1947), česky jako Mezidobí.[p 12]
- Jack-in-the-Box (1947), česky jako Čertík v krabičce.[p 13] Hrdinou povídky je chlapec, kterého matka od narození přesvědčovala, že je Bůh. Výsledkem je celý vesmír zmenšený do velikosti domu a člověk jako čertík uzamčený v krabičce.
- The Scythe (1943), česky jako Kosa.[p 14] Drew, jeho žena Molly a dvě děti naleznou v pšeničném poli dům, ve kterém leží mrtvý muž s dopisem, v němž vše odkazuje prvnímu člověku, který vstoupí dovnitř. Drew začne kosit oblí, ale zdá se mu, že něco není v pořádku. Po nějaké době přijde na to, že pšeničné klasy jsou lidské životy a on, správce pole, tak vládne smrtelnosti.
- Let's Play "Poison" (1946).
- Uncle Einar (1947), česky jako Strýček Einar.[p 15] Einar žije se svou ženou na samotě, aby před ostatními skryl svá křídla. Povídka se později stala součástí kroniky rodiny Elliotových Z prachu zrození.
- The Wind (1943), česky jako Vítr.[p 16] Herbu Thomsonovi zavolá pozdě večer jeho dobrý přítel Allin, který má strach z větru. Tvrdí, že se jedná o vítr, který jej neustále pronásleduje a je přesvědčen, že tentokrát mu neunikne.
- The Night (1946), česky jako Noc.[p 17]
- There Was An Old Woman (1944), česky jako Žila byla stará žena.[p 18] Příběh o ženě, která nevěřila na smrt a žila ještě dlouho potom, co zemřela, i když si musela osobně dojít pro své tělo do místní márnice.
- The Dead Man (1945), česky jako Mrtvý muž.[p 19] Příběh podivné, ztracené bytosti, smutného gentlemana v jednom americkém maloměstě.
- The Man Upstairs (1947), česky jako Muž shora nebo Muž z patra.[p 20] Hrdinou povídky je chlapec, který zjistí, že nový podnájemník jeho prarodičů je upír.
- The Night Sets (1947).
- The Cistern (1947), česky jako Kanály.[p 21] Je deštivý večer a jedna dívka rozvádí své myšlenky o tančících mrtvolách v kanálech, které skrývají tísnivá tajemství.
- The Next in Line (1947), česky jako Další v řadě.[p 22] Hrdiny povídky jsou američtí manželé Marie a Joseph, kteří si v mexickém městečku prohlížejí katakomby s mumiemi. Marie je prohlídkou otřesena a cítí, že jí všudypřítomná smrt pohlcuje a stravuje.

## Části přidané do vydání z roku 2001
- The Sea Shell (1944), česky jako Mořská mušle.[p 23]
- The Watchers (1945), česky jako Pozorovatelé.[p 24]
- Bang! You're Dead! (1944).
- The Poems (1945, Básně).
- Editor's Notes (Dark Carnival), esej od Donna Albrighta.
- Dark Carnival Revisited, esej od Raye Bradburyho.
- Dark Carnival: A History esej od Jonathana Ellera.
- The Last Unknown: An Afterword, esej od Cliva Barkera.

## Česká vydání

### Kniha
- Temný karneval, Plus, Praha 2018, přeložili Petr Caha, Jarmila Emmerová, Jiří Hanuš, Josef Hořejší, Tomáš Korbař, Stanislava Menšíková a Vojtěch Pala.

### Antologie a výbory
Kromě sedmi povídek vyšly všechny ostatní česky v různých antologiích, výborech či v jiných Bradburyho česky vydaných knihách.
1. ↑  Povídka The Homecoming vyšla česky pod názvem Rodinná slavnost ve výboru Sloup ohně a jiné příběhy (1993), pod názvem Shromáždění v knize Z prachu zrozeni (2002) a pod názvem Rodinná sešlost v knize Říjnová země (2006).
2. ↑  Povídka Skeleton vyšla česky pod názvem Kostra ve výboru Kaleidoskop (1989, 2009) a v knize Říjnová země (2006) a pod názvem Kostlivec v antologii Lupiči mrtvol (1970)
3. ↑  Povídka The Jar vyšla česky pod názvem Skleněná nádoba ve výboru Sloup ohně a jiné příběhy (1993) a v knize Říjnová země (2006).
4. ↑  Povídka The Lake vyšla česky pod názvem Jezero ve výboru Slunce a stín (1963), ve výboru Sloup ohně a jiné příběhy (1993) a v knize Říjnová země (2006).
5. ↑  Povídka The Tombstone vyšla česky pod názvem Náhrobní kámen v knize Proti proudu času (2000).
6. ↑  Povídka The Emissary vyšla česky pod názvem Emisar v antologii Lupiči mrtvol (1970), ve výboru Kaleidoskop (1989, 2009) a v knize Říjnová země (2006).
7. ↑  Povídka The Traveler vyšla česky pod názvem Cestovatelka ve výboru Sloup ohně a jiné příběhy (1993) a v knize Z prachu zrození (2002).
8. ↑  Povídka The Small Assassin vyšla česky pod názvem Malý vrah v antologii Tichá hrůza (1967, 1970, 2008), ve výboru Kaleidoskop (1989, 2009), v antologii Síň slávy mistrů fantasy I (2004) a v knihách Vzpomínky na vraždu (2002) a Říjnová země (2006).
9. ↑  Povídka The Crowd vyšla česky pod názvem Zástup v antologii Tichá hrůza (1967, 1970, 2008), ve výboru Kaleidoskop (1989, 2009) a v knize Říjnová země (2006).
10. ↑  Povídka The Handler vyšla česky pod názvem Hrobník v antologii Dotek zla (1992).
11. ↑  Povídka The Coffin vyšla česky pod názvem Rakev ve výboru Kaleidoskop (1989, 2009) a v knize Vzpomínky na vraždu (2002).
12. ↑  Povídka Interim (Mezidobí) se stala součástí autorovy knihy Marťanská kronika.
13. ↑  Povídka Jack-in-the-Box vyšla česky pod názvem Čertík v krabičce ve výboru Slunce a stín (1963), ve výboru Kaleidoskop (1989, 2009) a v knize Říjnová země (2006).
14. ↑  Povídka The Scythe vyšla česky jako Kosa ve výboru Sloup ohně a jiné příběhy (1993) a v knize Říjnová země (2006).
15. ↑  Povídka Uncle Einar vyšla česky pod názvem Strýček Einar ve výboru Slunce a stín (1963), ve výboru Kaleidoskop (1989, 2009) a v knihách Z prachu zrozeni (2002) a Říjnová země (2006).
16. ↑  Povídka The Wind vyšla česky pod názvem Vítr v antologii Lupiči mrtvol (1970), ve výboru Kaleidoskop (1989, 2009) a v knize Říjnová země (2006).
17. ↑  Povídka The Night (Noc) se stala součástí autorovy knihy Pampeliškové víno.
18. ↑  Povídka There Was An Old Woman vyšla česky pod názvem Žila byla stará žena ve výboru Sloup ohně a jiné příběhy (1993) a v knize Říjnová země (2006).
19. ↑  Povídka The Dead Man vyšla česky pod názvem Mrtvý muž v antologii Hlas krve: Nejlepší britské a americké horrory (1996)
20. ↑  Povídka The Man Upstairs vyšla česky pod názvem Muž shora ve výboru Sloup ohně a jiné příběhy (1993) a v knize Říjnová země (2006) a pod názvem Muž z patra v antologii Z upířích archivů I (2010)
21. ↑  Povídka The Cistern vyšla česky pod názvem Kanály ve výboru Mráz a oheň (1995) a v knize Říjnová země (2006)
22. ↑  Povídka The Next in Line vyšla česky pod názvem Další v řadě ve výboru Sloup ohně a jiné příběhy (1993) a v knize Říjnová země (2006).
23. ↑  Povídka The Shea Shell vyšla česky pod názvem Mořská mušle ve fanzinu SFK Bonsai. Česká Lípa 1985.
24. ↑  Povídka The Watchers (Pozorovatelé) se stala součástí autorovy knihy Marťanská kronika.